# Simone Giusti
Simone Giusti (* 30. června 1955 Buti) je italský římskokatolický duchovní a biskup Livorno.

## Život
Narodil se 30. června 1955 ve čtvrti Cascine v Buti.
Studoval architekturu a poté vstoupil do arcibiskupského semináře v Pise. Dme 5. listopadu 1983 byl arcibiskupem Benvenutem Matteuccim vysvěcen na kněze a inkardinován do arcidiecéze Pisa. Stal se diecézním asistentem Katolické akce a ředitelem univerzitního penzionátu Giuseppa Toniola. Zastával funkci vicerektora kněžského semináře a v rámci diecéze byl zodpovědný za povolání. Roku 1987 odešel do Říma, kde byl jmenován národním asistentem Katolické akce pro chlapce. Byl mu udělen titul Kaplan Jeho Svatosti.
Po svém návratu do diecéze roku 1995 byl ustanoven farářem farnosti svatého Štěpána v Cascine di Buti. Během tohoto období vedl diecézní centrum pro evangelizaci a katechezi. Od roku 1998 byl vedoucím komise pro nauku víry. Na Teologickém institutu v Camaiore katechetiku.
Dne 18. října 2007 jej papež Benedikt XVI. jmenoval biskupem Livorna. Biskupské svěcení přijal 10. listopadu z rukou arcibiskupa Alessandra Plottiho a spolusvětiteli byli arcibiskup Giuseppe Bertello a biskup Diego Coletti.